# Medicago rigidula
Espèce
Medicago rigidula, la Luzerne de Gérard, est une espèce de plantes à fleurs de la famille des Fabacées. C'est une plante herbacée.

## Synonyme
- Medicago gerardii Willd.

## Liste des variétés
Selon The Plant List (17 octobre 2014) :
- variété Medicago rigidula var. submitis (Boiss.) Ponert